# Maudit
Maudit è un brano della rockband italiana Litfiba. È stato pubblicato il 4 dicembre 1992 per promuovere l'uscita nel mese successivo dell'album Terremoto.

## Descrizione
Il brano è una esplicita denuncia contro il sistema e il potere dei mass media: Pelù intende dire che tutti i segreti della mafia e della corruzione verranno a galla e ritiene sé stesso "il corto circuito nella stanza dei bottoni", ovvero colui che smantellerà il potere ormai appunto corrotto. Nella canzone si menziona di voler raccontare "tutto" sulla mafia, sulla P2, sulla corruzione, sulla Chiesa in Africa, sulle stragi, sui segreti del Vaticano, sulle elezioni, sui politici e il loro legame con la mafia.

## Tracce
- Maudit[1] - 4:56

## Formazione
- Piero Pelù - voce
- Ghigo Renzulli - chitarre
- Roberto Terzani - basso
- Antonio Aiazzi - tastiere
- Franco Caforio - batteria
- Federico Poggipollini - chitarra ritmica

### Altri musicisti
- Dj Stile - Scratching

## Curiosità
Gli scratch alla fine del brano sono stati realizzati da Dj Stile, in quel periodo collaboratore di Frankie hi-nrg mc nel suo album di debutto Verba manent.